# Велика Вірменія
Велика Вірменія (вірм. Մեծ Հայք, трансліт. Mets Hayk; лат. Armenia Maior; дав.-гр. Μεγάλη Ἀρμενία, пехл. Buzurg Armenā, груз. დიდი სომხეთი) — стародавня і ранньосередньовічна вірменська держава на просторах Вірменського нагір'я, що існувала з 189 р. до н. е. по 428 р. н. е. 

## Історія
Царство було засноване Арташесом I, сатрапом Вірменії, який проголосив незалежність після поразки Селевкідської держави у битві при Магнезії 189 року до н. е. Оголосив себе новим вірменським царем. 185 року до н. е. Арташес Ⅰ засновує столицю Арташат (Артаксата).  За цим у походах досяг берегів Каспійського моря. Тут він доходить до Парфії і сягає західних берегів озера Урмія. Зумів об'єднати майже всі землі попереднього царства (крім Софени), створює стійку і боєздатну армію, а своїм наступникам залишає економічно міцну державу. Потім він здійснив похід на північ, на Іберійське царство, яке після поразки визнало зверхність Великої Вірменії та зобов'язувалася «карбувати монети із зображенням царя Арташеса» і надавати війська. На заході Арташес Ⅰ захопив та приєднав до Великої Вірменії області Карно і Дерджан. Завойовує сатрапію Каспію (у вірмен — Пайтакаран), Павнітіс та Парспатунік. Після довги на півдні Арташес Ⅰ захопив область Тморік у Селевкідів. У 161—160 роках до н.е. Арташес I активно підтримав повстання селівкідських сатрапів Мідії та Вавилонії.
Артавазд I наприкінці панування стикнувся з Парфянським царством. У війні Велика Вірменія зазнала поразки. 115 року до. н. е. Артавазд Ⅰ був змушений віддати свого небожаТиграна в заручники парфянам.

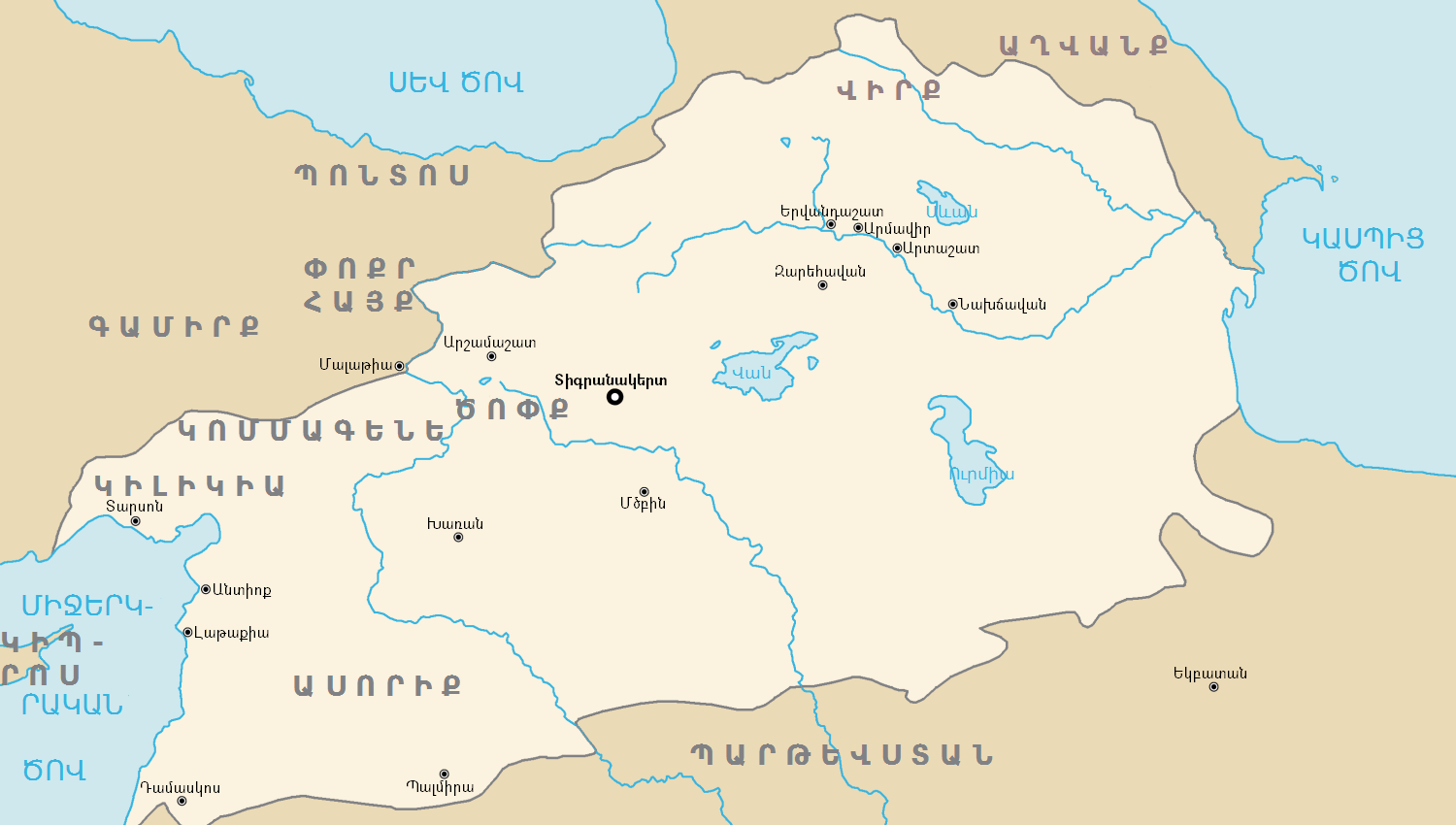
Велика Вірменія в часи Тиграна II

Найбільшої могутності Велика Вірменія досягає під час правління Тиграна Ⅱ Великого (95 р. до н. е.—55 р. до н. е.). Внаслідок завоювань Тиграна було створено Вірменську імперію, яка простяглася від Кавказьких гір і Кури до Синайського півострову і Червоного моря, від Каспійського моря до Східного Середземномор'я. Тигран відбирає у парфян титул «цар царів», роблячи Вірменію тодішньою найпотужнішою політичною силою в Передній Азії. Проте участь у Мітрідатових війнах на боці Понтійського царства завдають вірменському пануванню значної шкоди, що призвело до втрати за Арташатським мирним договором 66 року до н.е. більшості земель, окрім Великої Вірменії, Тигран погодився сплатити 6 тис. талантів й визнав себе залежним другом і союзником Риму
Вже наступний цар Артавазд II дотримувався головним чином нейтральної політики, періодично співпрацюючи з Римською республікою та Парфією. Поразка римлян у битві з парфянами при Каррах у 53 до н. е. і загибель Красса дозволили Артавазду розширити межі Вірменії на заході, знову приєднавши Софену і Малу Вірменію, а також зміцнити незалежність вірменської держави. У 36-34 роках до н. е. проти Великої Вірменії розпочав війну римський полководець Марк Антоній. Після початкових поразок під приводом перемовин він зумів заманити вірменського царя у свій табір, а пізніше стратив його.
У 30 році до н. е. з допомогою Парфії царем стає Арташес II, син Артавазда II. Невдовзі після вступу престол війська Арташеса II перебили римські залоги, залишені Антонієм у Вірменії. Але 20 року до н.е. римляни внаслідок змови зуміли вбити царя, після чого  династія Арташесидів почала занепадати, припинивши існування у 1 році н.е.

Римсько-парфянська війна 61—63 років

Після цього понад півстоліття Вірменією володарювали правителі Риму та Парфії. Після кровопролитних воєн, 62 року н. е., за Рандейським мирним договором римський імператор Нерон визнав Трдата Ⅰ, брата Вологеза Ⅰ, царем Великої Вірменії. Як наслідок, закріплюється спадкова влада роду Аршакуні, молодшої гілки парфянських Аршакідів. 

Римсько-парфянська війна 58—60 років

Перша половина правління Аршакуні була порівняно благополучним періодом для Великої Вірменії. Від визнання незалежності Трдата I до першої чверті III століття було лише три короткочасні римські виступи проти царства, але жоден з цих походів не призвів до знищення держави.

Велика Вірменія у 150 році

У 114 році Велика Вірменія була окупована Римською імперією і оголошена римською провінцією, але після смерті в 117 році імператора Траяна незалежність та царська влада було відновлено. З 220-х років зовнішньополітичний вектор країни став спрямованим на зближення з Римом. У середині III століття зазнає руйнівних навал з боку Сасанідської імперії. Шахіншаху Шапуру I вдається підпорядкувати собі Велику Вірменію. 
У 287 році за допомогою Риму на вірменський престол вступає Трдат III. У 298 році за Нісібіському миром було уточнено кордони Великої Вірменії з Римом та Персією, а саме царство була віднесена до сфери впливу Римської імперії. Під час правління Трдата Ⅲ Великого, 301 року, Велика Вірменія другою у світі прийняла християнство як державну релігію (після Осроени). Але хрестиянізація усього населення тривала ще декілька десятиліть.
Хосров III переніс царську резиденцію з Арташата до Двіну. Спадкоємець останнього Тиран намагався зберегти незалежність країни, почавши також проти нахарарських родів Рштуні та Арцруні, яким було завдано ніщивної поразки. 337 року, незважаючи на наявність мирного договору, до царства вдерся перський шахіншах Шапур II. Війна закінчилася перемогою вірмен, підтриманих Римом.
Аршак II змушений був боротися з відцентровими силами, підґрунттям яких стало перетворення аристократів на великих феодалів (нахарарів), що не бажали втручання царя у власні справи. Зрештою Аршак майже повністю знищив багато бунтівних родів, деякі втекли з царства, інші вимушено замирилися з царем. У 367 році під час чергової війни цар потрапив у полон до Сасанідів. Вірменські міста було зруйновано, частина населення було викрадено до Ірану. 370 року за допомогою римлян запанував Пап — син Аршака II. З одного боку продовжив боротьбу проти нахарарів, з іншою пручався намаганням сасанідських шахіншахів підкорити Велику Вірменію. 374 року внаслідок змови нахарарів Папа було вбито, що швидко призвело царство до занепаду.
387 року Велику Вірменію розділили між собою Римська імперія і Сасаніди, а вірменськими землями стали правити два окремі царі з одного ж роду Аршакуні.

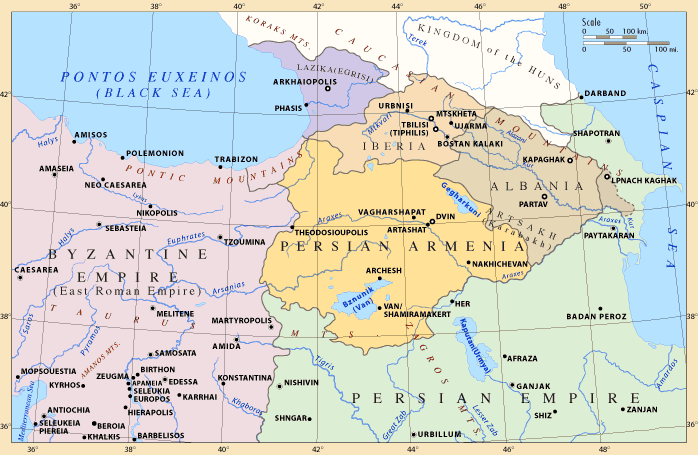
Східна Велика Вірменія у 420-х роках

За правління царя Врамшапуха, сталася ще одна епохальна подія і 405 року чернець і вчений Месроп Маштоц винайшов самобутню вірменську писемність. Після смерті Аршака Ⅲ римляни скасували західновірменське царство, перетворивши його на провінцію Вірменія, тим часом як у перській частині Аршакуні продовжували правити до 428 року.

## Територія
В різні часи становила 469 тис км², 380 тис км², 312 тис км². За часів Тиграна II площа досягла 1 млн. км².
Усі столиці Великої Вірменії, крім Тигранакерта, розташовувалися в Араратській долині — біля ашхара Айрарат, особистого домену царів. Першою столицею стало місто Арташат, яку Арташес I збудував за планом Ганнібала. У 77 році до н. е. Тигран Великий будує на крайньому південному заході власне Великої Вірменії нову розкішну столицю, якою дає назву Тигранакерт. Тигранакерт і Арташат протягом кількох століть зберігали статус столиць, між якими існувало певне протистояння: Тигранакерт був центром впливів еллінізму і прорімських сил, Арташат — антиримських і пропарфянських. На початку ІІ століття н. е. цар Вагарш переносить свою резиденцію в нове місто, що отримало назву Вагаршапат. З прийняттям християнства стає також церковною столицею. У 335 році цар Хосров II через зміну русла Аракса заснову нову столицю — Двін.

## Устрій
На чолі стояв цар (таґавор, арка); в часи піднесення цар царів, що мав вищу політичну, військову та судову владу. Другою особою була посада сенекапета, що також керував царським двором, охороняв і наглядав за царськими скарбами та запасами, прапором, печаткою, часто приймав і відправляв посольства від імені царя, а також вів переговори. Мардпет відповідав за управління земельними ділянками та іншим майном царського дому.
В часи Аршакуні царська влада була дещо обмежена ашхаржоховом (вищим дорадчим органом). Всі вищі урядові органи були зосереджені при царському дворі. Після царя йшли звані бдешхи — правителі чотирьох окраїнних провінції Гугарк, Цопк, Нор-Ширакан і Алдзник. 
Провідні державні посади часто передавалася у спадок: азарапета (очільника фінансів і податків), була привілеєм родів Аматуні і Гнуні; спарапета (верховного полководця) — спарапета — Мамиконянів, великого вінцепокладача (коронував царя) — роду Багратуні, мардпета (був євнухом — керував двором, і особистим господарством дружин і доньок царя, наглядав за царськими скарбами) — Мардпетаканів.
Царство поділялася на ашхари, яких було 15, які в своб чергу поділялися на гавари.

## Суспільство
Найбільшими правами володів цар, вища аристократія та жерці зороастризму. Могутність жрецтва зміцнювалося тим, що жрецькі посади були спадковими. Верховний жрець вважався другою після царя обличчям у державі, тому часто цю посаду обіймав брат царя. Повноваження верховного жерця поширювалися також і законодавчу сферу.
У IV столітті у Великій Вірменії оформився феодалізм. Водночас почалися гострі конфлікти між царем та нахарарами, до яких приєдналася і церква. Після них слідували нахарари. А з прийняттям християнства значну вагу набули церковні ієрархи.
При вірменському дворі всі нахарари займали місця у суворо ієрархічному порядку, згідно з особливими «розрядними списками» — Гахнамакам. Ієрархія стосувалася і нахарарського інституту, де відрізнялися танутери (глави родів), сепухи (пересічні члени роду), а азати стояли нижче за всіх. Танутери поділялися на старших (аваг-нахарарів) та молодших (кртсер нахарарів). Як одяг, так і головні убори та взуття суворо відповідали соціально-політичному статусу: у царя були червоні чоботи, у бдешхів - один чобіт повинен був бути червоним, а інший - зеленим, у нахарарів - обидва зелені.
Невільне міське населення та селянство разом називалися раміками. Крім рабів і містян, вірменське суспільство розділилося на дві основні стану: селяни-общинники (шинаканів) і азати. Перші, крім податків, несли також обов'язки на користь царя, храмів і нахарарів. Азати мали лише військові зобов'язання. Останні, у свою чергу, належали до кількох категорій. Крім тих, які володіли землями айренік чи паргевакан, були царські або дрібновласницькі.

## Право
Джерелом права були цар, самі суди. У дохристиянський період мец-датавар (верховний суд) очолював головний жрець-маг, а місцеві суди — очільники ашхарів та маги цих ашхарів. Після прийняття християнства верховний суд очолив католиком вірменської апостольської церкви, а місцеві суди — єпископи. В цей час насамперед церква стала впливати на формування законодавства.
Аршаком ІI було скликано собор 356 року у місті Аштишат, на якому вперше було затверджено низку писаних вірменських канонів духовного та світського змісту.

## Військо

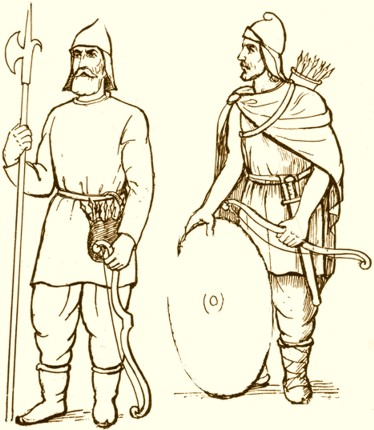
Вірменські лучники часів Тиграна II

Арташес I сформував 100-тисячне військо, що було поділено на 4 частини відповідно до сторін світу. Очільником східного війська був спарапет, що головував над усіма іншими військами. Значну частину становили вершники, що формувалися зі знаті (аспетів).
Тигран II провів військову реформу, за якою військо поділялося на царську армію, що мала постійний характер та війська аристократів й залежних царів. Основою царської армії був ецелазор, що складався з гунд (1 тис. вояків), джокат (500), арюраки (100) і існяка (50). Поділявся на важку та легку кінноту та піхоту. Також підрозділи ецелазора відповідали за охорону фортець і царської скарбниці. Основою неругялрних чатсин був етевак, що мав такий самий поділ як і ецелазор. Його армія складалася переважно зі 120 000 піхотинців та 12 000 кінних лучників. Для перевезення військових знарядь використовували верблюдів, віслюків та мулів. 
За часів Аршакуні у середині III ст. утворено царське військо (на кшталт гвардії — 6 тис. важкоброньованих вершників, відомих як азатавреар). Її очолював маґхаз, посаду яку завжди очолювали представники роду Хорхоруні. Більшість військових сил виставлялася нахарарами. Під час війни чисельність вірменської армії сягала 100—120 тис. вояків. Під час царя Папа у 370-х роках кількість царської кінноти було збільшено до 90  тис.. За Зоранамаком — особливою військовою грамотою, що визначає кількість воїнів у вірменській армії, нахарари розподілялися за рангами залежно від кількості воїнів, які вони мали. 
Основним родом військ була кіннота азатів, тим часом як піхота, в якій служили шинакани, мала другорядне значення. Вірменська кіннота славилася по всій Передній Азії.

## Економіка

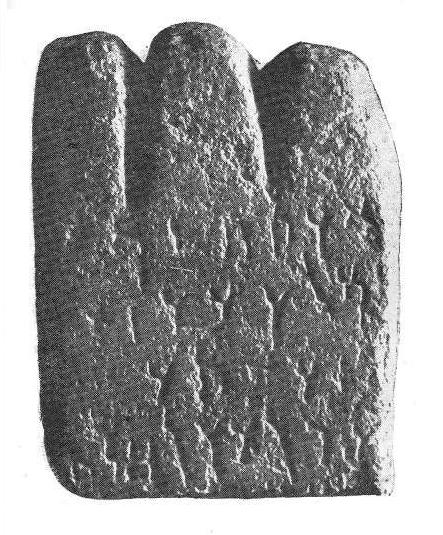
Межове каміння Арташеса I

Землеробство, ремісництво і торгівля залишалися основними галузями господарства. Також активно добувалися корисні копалені, насамперед золото, залізо і мідь. За часів Арташесидів держава мала господарство, засновану на використанні праці рабів як це робилося ще у Ахеменідській імперії. При цьому значну економічну вагу мала сільська ожинна. Арташес I провів реформу, яка зміцнила приватну власність на землю, зокрема, наказав про розмежування внутрішніх земель країни: на приватні (агараки) в землі сільських громад (сєла). 

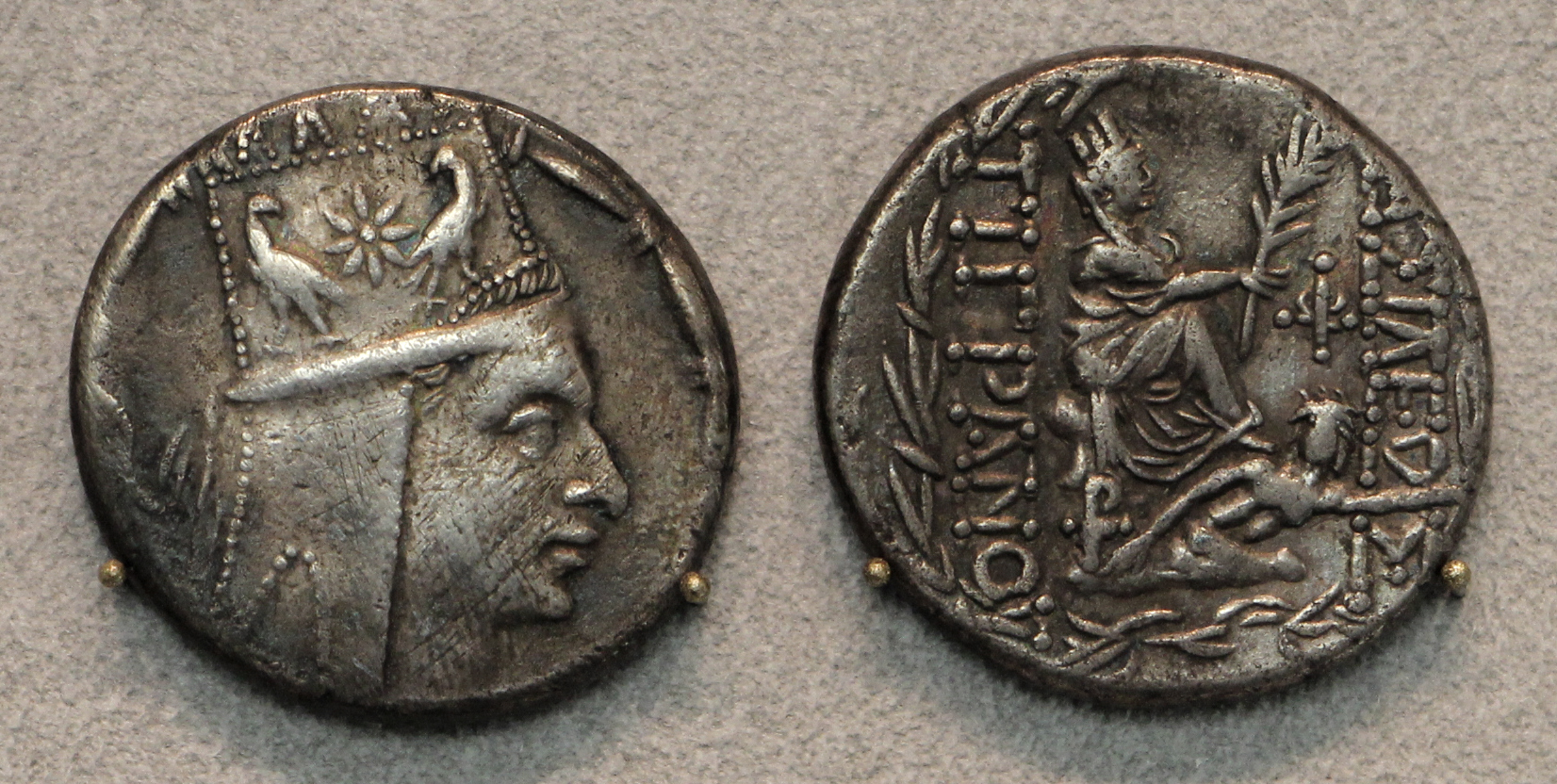
Монета із зображенням Тиграна Ⅱ Великого, викарбувана в Антіохії, 83-69 рр. до н. е.

У період правління Аршакуні розвивалися ремесло і сільське господарство, процвітала транзитна міжнародна торгівля — наприклад, через територію Великої Вірменії йшли каравани до Рим.

## Культура
З повідомлення Страбона, все населення Вірменії говорило однією мовою — вірменською. Мовою ж уряду і суду, з великою домішкою перських виразів, була арамейська. Про дохристиянську вірменську літературу відомо небагато. Багато відомих нам літературних творів були збережені Мовсесом Хоренаці.
За часів Арташесидів поступово посилюється вплив елліністичної культури. За панування Тиграна II греки, що тікали від римлян, знаходили притулок при дворі царя: вигнаний з Афін ритор та письменник Амфікрат, історик і філософ Метродор зі Скепсія, один із творців мнемоніки (техніки запам'ятовування). Це, своєю чергою, призвело до посилення впливу культури еллінізму на вірменську знать, що починає із задоволенням споживати блага елліністичної цивілізації. Вірменська знать поступово еллінізується, грецька культура ґрунтовно входить до її побуту. Міста Великої Вірменії забудовуються будинками у грецькому стилі. У храмах споруджуються статуї богів та обожнюваних царів. Боги вірменського пантеону починають ототожнюватися з
грецькими. Цар Артавазд II складав давньогрецькою мовою трагедії, промови та історичні праці. Трагедії, що було написано цим царем ставилися на столичній сцені в Арташаті, що свідчить про розвиток місцевого театру за грецьким зразком.
В результаті зв'язків з Парфією посилився іранський вплив на соціально-політичний устрій, релігію, мову та культуру Великої Вірменії.